# Hämeenkyrö
Hämeenkyrö (Zweeds: Tavastkyro) is een gemeente in de Finse provincie West-Finland en in de Finse regio Pirkanmaa. De gemeente heeft een landoppervlakte van 463,99 km² en telt 10.257 inwoners (2022).

## Geboren in Hämeenkyrö
- Frans Eemil Sillanpää (1888-1964), schrijver en Nobelprijswinnaar (1939)
- Paavo Yrjölä (1902-1980), meerkamper